# Châteauneuf-sur-Sarthe
Châteauneuf-sur-Sarthe – miejscowość i dawna gmina we Francji, w regionie Kraj Loary, w departamencie Maine i Loara. W 2013 roku populacja ówczesnej gminy wynosiła 3195 mieszkańców. 
Dnia 1 stycznia 2019 roku włączono ówczesną gminę Châteauneuf-sur-Sarthe do gminy Les Hauts-d'Anjou. Siedzibą gminy została miejscowość Châteauneuf-sur-Sarthe. 